# Bastard Burgers

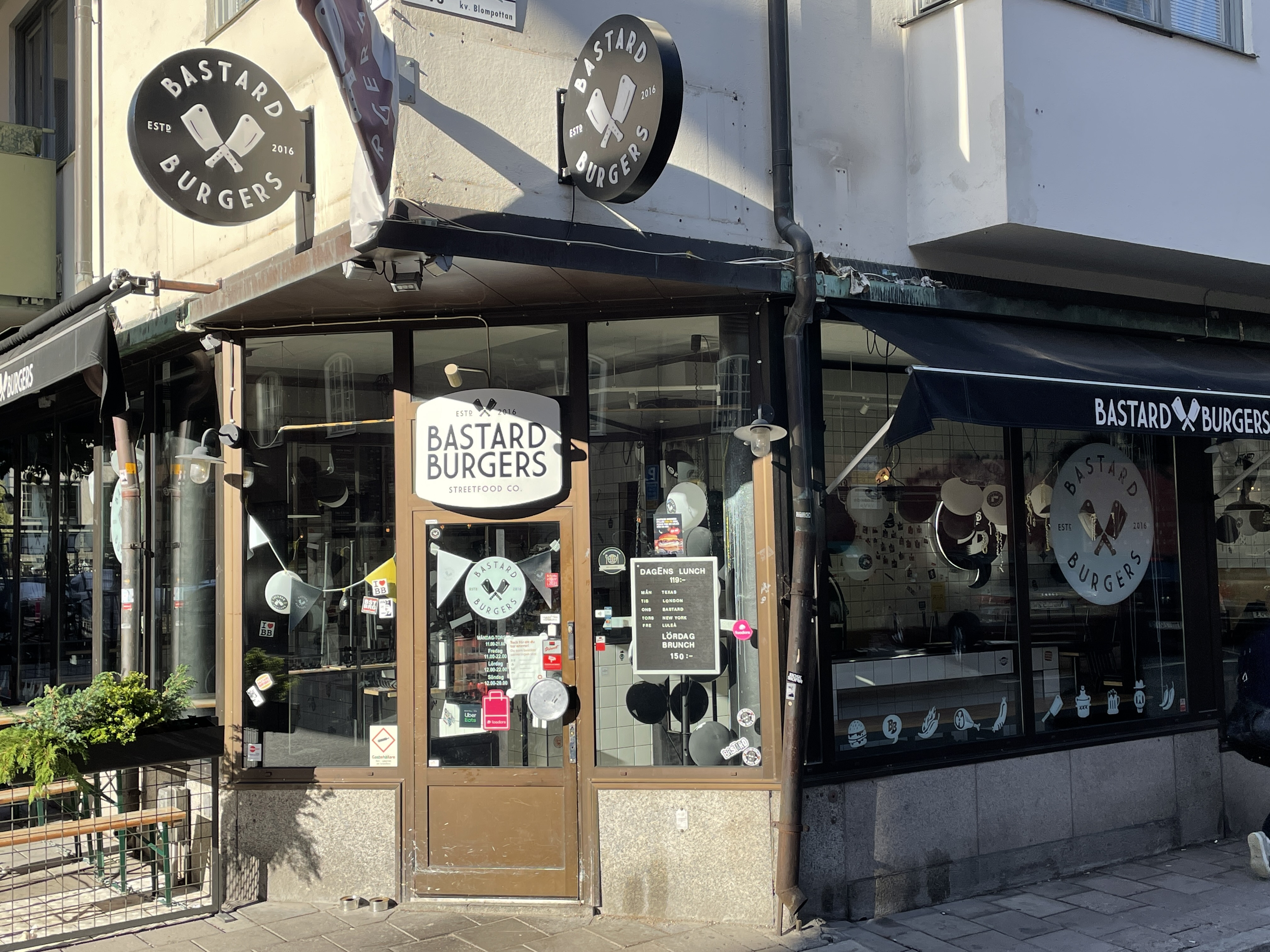
Bastard Burgers på Rehnsgatan i Stockholm

Bastard Burgers är en svensk snabbmatskedja som serverar hamburgare. Sedan den första restaurangen öppnades i Luleå den 23 september 2016, har kedjan expanderat och hade i november 2020 40 restauranger från Boden i norr till Malmö i söder. Bastard Burgers gick även som Bronx Burgers i Malmö och Helsingborg men heter nu Bastard Burgers eftersom restaurangen Bastard i Malmö har stängt.
Bastard Burgers grundades av bland andra Simon Wanler och har en norrländsk profil. De samarbetar med hemkörningstjänsterna Foodora och Wolt.
Hamburgerkedjan har två nya "signaturburgare" varje månad, en med kött och en vegansk. Under 2019 hade Bastard ett samarbete tillsammans med Gustav Johansson, där han har tagit fram 12 veganska månadsburgare och utökat deras fasta veganska meny. Johansson tog inför 2020 fram 12 veganska månadsburgare.